# باك جت بروفوست
باك جت بروفوست (بالإنجليزية: BAC Jet Provost)‏ طائرة تدريب عسكرية نفاثة قادرة على القتال من إنتاج شركة هانتينج للطائرات البريطانية (لاحقاً شركة باك) دخلت الطائرة الخدمة في سلاح الجو الملكي سنة 1955 كما صدر منها العديد من النسخ إلى دول مختلفة، في الوقت الحالي الطائرة خارج الخدمة لدى كل الدول المستخدمة لها.

## التصميم والتطوير

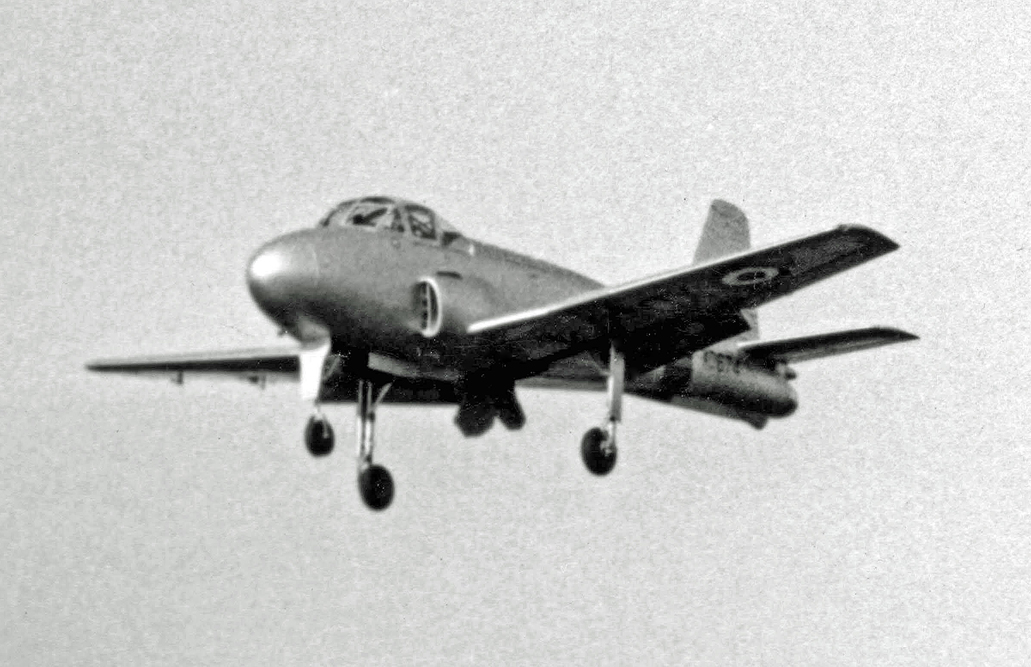
النموذج الأولي للطائرة باك جت بروفوست يهبط في معرض فارنبورو الجوي عام 1954

في الخمسينيات من القرن الماضي أبدى سلاح الجو الملكي البريطاني عن حاجته لطائرة جديدة لاستخدامها في مجال تدريب الطياريين، وقد طورت الطائرة من النسخة الأقدم «بيركفل بروفوست» المخصصة للتدريب.
في 26 يونيو 1954 حلق النموذج المبدئي للطائرة في أول رحلة إقلاع له وبعدها طلب وزير الطيران البريطاني ديك والدون 10 طائرات من الجت بروفوست حملت الطراز "T1" أعقبها طلبية أخرى لسلاح الجو البريطاني لـ 40 طائرة من طراز "T3" والتي تميزت بمحركها الجديد وإعادة تصميم هيكلها بالإضافة إلى المقاعد القاذفة للطائرة.
سلم لسلاح الجو الملكي ما مجموعه 201 طائرة من الطراز T3 ما بين عامي 1958 و 1962، تبعها بالطراز T4 عام 1961 مع محرك جديد ثم الطراز T5 عام 1967.
بينما خصص الطراز T51 كنسخة تصديرية مسلحة بيعت لسيريلانكا والكويت والسودان سلح هذا الطراز بمدفعين آليين عيار 7.7 ملم وكان الطراز الأخر T52 نسخة تصديرية مسلحة ثانية بيعت لفينزويلا والعراق واليمن الجنوبي.

## تاريخ الخدمة

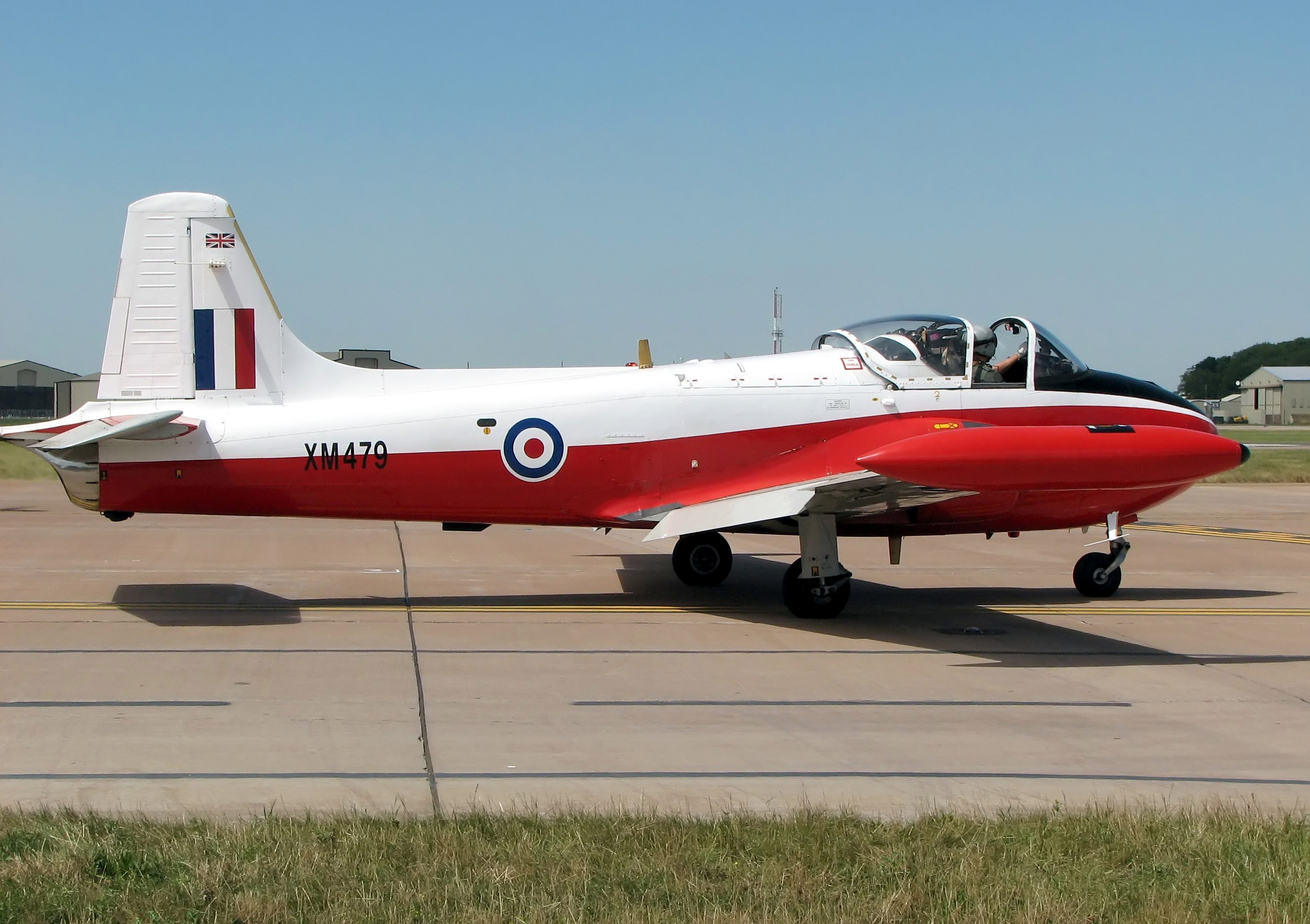
جت بروفوست من طراز "T3A"

لقد أثبتت الجت بروفوست على قدراتها كطائرة تدريب فختيرت بعد تجربة ناجحة للنموذج T1 كطائرة تدريب لسلاح الجو الملكي البريطاني الذي قبل النموذج وطلب 10 طائرات، يكمن الفرق بين الطراز T4 وT5 في المحرك الأقوى من نوع فيبرز الذي زود للطراز T5 ويعطي هذا المحرك سرعة قصوى تصل إلى 708 كم بالساعة كما أنه يخفض تكاليف التشغيل.
كان استخدام طائرة الجت بروفوست بشكل أساسي كطائرة تدريب قادرة على القتال كما يمكن استخدامها للتدريب على استخدام الأسلحة التكتيكية والطيران المتقدم وبالإضافة إلى خدمتها في سلاح الجو البريطاني وجدت الجت بروفوست نجاحاً في تسويقها في الأسواق الخارجية كطائرة تدريب.
في عام 1993 خرجت الطائرة من الخدمة في سلاح الجو الملكي كما هو الحال مع باقي الدول المستخدمة لها.

## الفئات
| الفئة          | الكمية المنتجة | المصنع           | الملاحظات                                                                      |
| -------------- | -------------- | ---------------- | ------------------------------------------------------------------------------ |
| جت بروفوست T1  | 12             | هانتينج بيركيفل  | أول كمية إنتاج لسلاح الجو الملكي البريطاني                                     |
| جت بروفوست T2  | 4              | هانتينج بيركيفل  | حزمة تطوير                                                                     |
| جت بروفوست T3  | 201            | هانتينج للطائرات | غالب إنتاج الدفعة لسلاح الجو البريطاني                                         |
| جت بروفوست T3A | 70             | هانتينج          | حزمة تطوير للطراز "T3" مع تطوير إلكترونيات الطائرة لطائرات سلاح الجو البريطاني |
| جت بروفست T4   | 185            | باك              | طراز أحدث مزود بمحرك نفاث أكثر قوة                                             |
| جت بروفوست T5  | 110            | BAC              |                                                                                |
| جت بروفوست T5A | 94             | BAC              | حزمة تطوير للطراز T5 تشمل تطويرات بالمعدات الإلكترونية للطائرة.                |
| جت بروفوست T51 | 22             | هانتينج للطائرات | النسخة التصديرية عن الطراز "T3" صدرت 12 طائرة لسريلانكا، 6 للكويت، 4 للسودان)  |
| جت بروفوست T52 | 50             | BAC              | النسخة التصديرية للطراز "T4" صدرت 12 طائرة للعراق، 15 لفنزويلا، 8 للسودان      |
| جت بروفوست T55 | 5              | BAC              | النسخة التصديرية للطراز T5 صنعوا لصالح سلاح الجو العماني                       |

## المستخدمون

### الشرق الأوسط
السودان
- سلاح الجو السوداني: 12 طائرة
  - 4 طائرات من طراز "T51"
  - 8 طائرات من طراز "T52"

 العراق

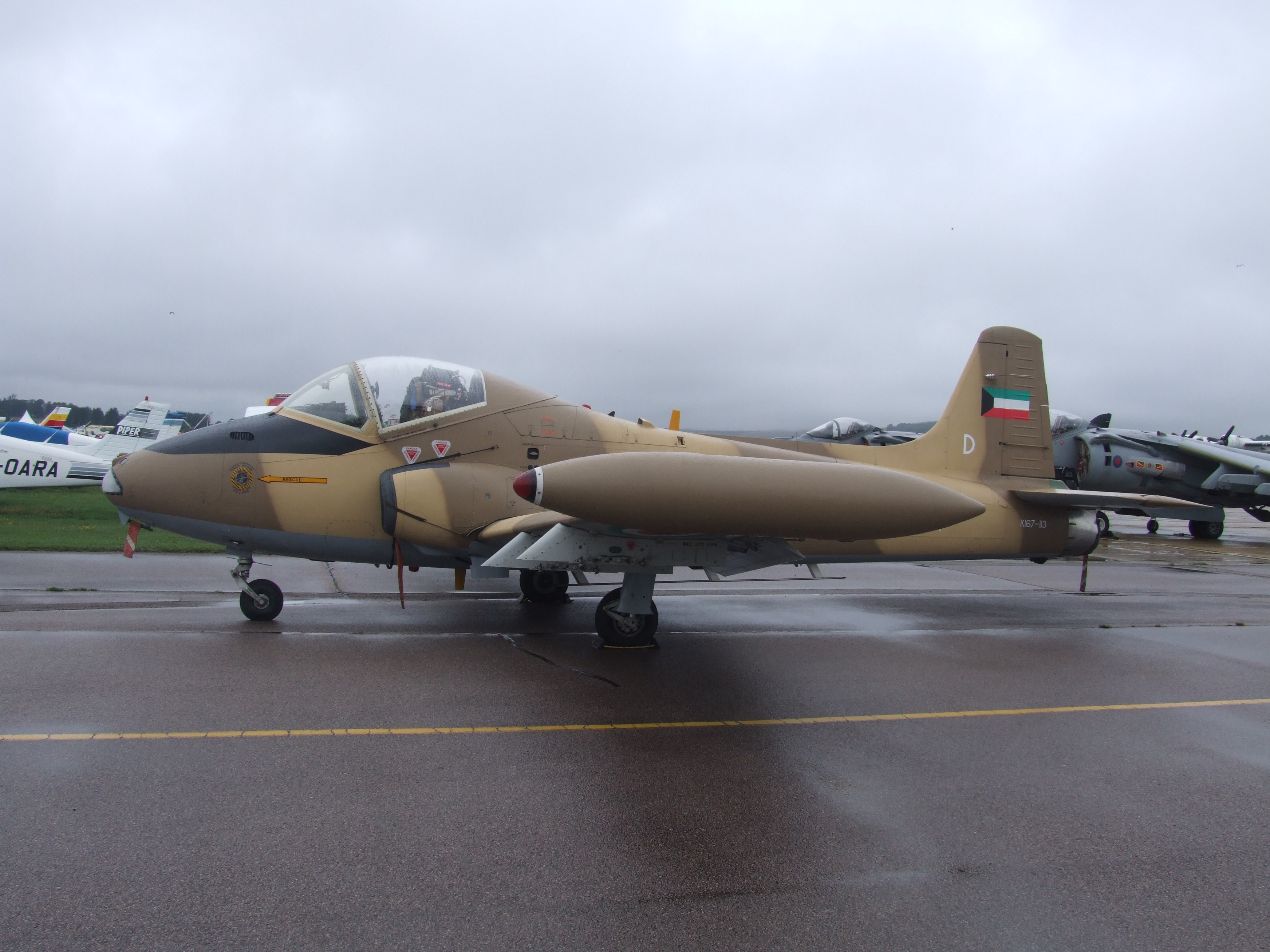
طائرة باك جت بروفوست

- القوة الجوية العراقية: 12 طائرة من طراز "T52"

 الكويت
- القوة الجوية الكويتية: 6 طائرات من طراز "T51"

 عُمان
- سلاح الجو العماني سلم 5 طائرات من الطراز "T55"

 South Yemen
- سلاح الجو اليمني الجنوبي

### دول أخرى
المملكة المتحدة
- سلاح الجو الملكي

 فنزويلا
- سلاح الجو الفنزويلي سلم 15 طائرة من الطراز "T52"

 سريلانكا
- سلاح الجو السريلانكي سلم 12 طائرة من الطراز "T51"

## المواصفات (T5)

### الخصائص العامة
- الطاقم: 2
- الطول: 10.36 متر
- باع الجناح:10.77 متر
- الأرتفاع: 3.10 متر
- مساحة الأجنحة:19.80 متر
- الوزن فارغة:2,222 كجم [1]
- الوزن محملة:3,170 كجم
- أقصى وزن للإقلاع 4,173 كجم
- المحرك: محرك نفاث من نوع أرمسترونغ سيدلي فيبر Mk-202

### الأداء
- عدد المحركات: محرك واحد نفاث
- السرعة القصوى: 708 كم بالساعة
- المدى: 1,450 كم مع خزانات الوقود
- سقف الطيران:11,200 متر
- معدل الصعود: 20.3 متر بالثانية
- حمل الجناح: 160 كجم

### التسليح
- مدفع: مدفعين آليين عيار 7.7 ملم (Mark 55)
- القنابل: 4 قنابل زنة 245 كجم
- القذائف:
  - 6× 27 كجم أو
  - 12× 11 كجم أو
  - 28 قذيقة عيار 68 ملم من قواذف "SNEB" تحمل على 4 منصات إطلاق